# Супротивный (станция)
Супротивный — пассажирско-грузовая железнодорожная станция при одноимённом посёлке в Шабалинском районе Кировской области. Является начальной станцией ведомственной железной дороги Супротивный — Малое Раменье. Раньше на станции совершал остановку пригородный поезд Свеча — Шарья (в 2013—2023 годах, а также с апреля 2024 года был укорочен из Шарьи до Поназырево).

## Дальнее следование по станции
По состоянию на август 2024 года через станцию курсируют следующие поезда дальнего следования:
| № поезда | Маршрут движения     | № поезда | Маршрут движения     |
| -------- | -------------------- | -------- | -------------------- |
| 001      | Владивосток — Москва | 002      | Москва — Владивосток |